# Carl-Otto Taube
Carl-Otto Taube, född 1 mars 1885 i Askums socken, Bohuslän, död 22 september 1968 i Stockholm, var en svensk sångare och ingenjör. Han var bror till sångaren, sångtextförfattaren och konstnären Evert Taube. Han tillhörde den adliga ätten Taube.
Taube var det första av 13 barn till Karl Gunnar Taube och Julia Sofia, född Jacobsdotter. Taube verkade som ingenjör vid flygförvaltningen och verkade senare för Skånska Cement fram till 1963.  Vid fem olika år (åren 1937, 1942, 1947, 1948 och 1951) gjorde Taube sexton skivinspelningar för Odeon och His master's voice.